# Das Model (Kraftwerk)
A Das Model (The Model) az elektronikus szintipopzenekar, a Kraftwerk 1978-ban kiadott dala, amely a Die Mensch-Maschine című nagylemezükön is megjelent. Az egyik legnépszerűbb, legközismetebb daluk, amely a tagok, Ralf Hütter, Karl Bartos és Emil Schult együttes szerzeménye.
Először kislemez formában adták ki Németországban (B-oldal: „Neonlicht”). Az angol változat később az 1981 júliusában kiadott Computer Love kislemez B-oldalán szerepelt. Ebben az angol formában ért el 36. helyezést a brit toplistákon. Mikor a rádióban elkezdték játszani a B-oldalt, az EMI újra kiadta a kislemezt 1981 decemberében – teljesen a zenekar kívánságától eltérően –, ezúttal úgy, hogy a „The Model” volt az A-oldal. 1982 februárjában elérte az első helyezést a brit kislemezlistában, és összesen 21 hetet töltött az első 75 között.

## Videóklip

Képkocka a klipből

A Das Modelből egy közel 3 és fél perces videóklip is készült. Képei két téma között váltakoznak: egyrészt mutatják a Kraftwerk együttest, amint egy zöldes fényekkel megvilágított helyiségben zenél, másrészt divatbemutatókról láthatunk benne fekete-fehér jeleneteket. Ezek során különböző divatmodell nők jelennek meg mosolyogva a kifutókon vagy stúdiókban, akiket férfiak sokasága fényképez, illetve ugyanezek a nők feltűnnek „kötetlenebb” környezetben, például iszogatva is. Egyes kritikák szerint a Das Model mindezzel „tárgyiasítja”, „lealacsonyítja” a nőket, akik csak azért vannak, hogy a férfiak bámulhassák őket, és pénzért mosolyogjanak. Mások a fogyasztói társadalom kritikájaként értelmezik.

## Feldolgozások
- Az első átiratot Snakefinger készítette debütáló albumára, a Chewing Hides the Sound-ra, 1979-ben.
- A noise rock úttörőjeként ismert Big Black zenekar volt a második, 1987-ben, a Songs About Fucking című lemezükön.
- A talán leghíresebb feldolgozást a Rammstein csinálta 1997-ben, lásd a Das Modell (Rammstein) cikket.
- További átiratok készültek még a The Cardigans, a Carter USM, az Electric Six, a Yat-Kha, az Aviador Dro, az Eläkeläiset and Zoot Woman, a Scala & Kolacny Brothers, a Demolition Group és a Wunderkind által.